# Der virkes
Der virkes er en dansk propagandafilm fra 1941 med instruktion og manuskript af M.B. Hedegaard.

## Handling
Propagandafilm for danske turistvarer, der viser noget om dansk almuekultur.